# Бежанички рејон
Бежанички рејон (рус. Бежаницкий район) административно-територијална је јединица другог нивоа и општински рејон смештен на истоку Псковске области, односно на западу европског дела Руске Федерације.
Административни центар рејона је варошица Бежаници.
Према проценама националне статистичке службе Русије за 2016. на територији рејона је живело 10.858 становника, или у просеку око 3,07 ст/км².

## Географија
Бежанички рејон смештен је у источном делу Псковске области. Обухвата територију површине 3.353,27 км² и други је по величини међу 24 рејона у области. Граничи се са територијама Дедовичког рејона на северу, на западу је Новоржевски, а на југозападу су Опочки, Пустошки и Новосокољнички рејон, док је на југу територија Локњанског рејона. На истоку су Подоршки и Холмски рејон Новгородске области.
Територија Бежаничког рејона издужена је у смеру југозапад-североисток и у рељефном погледу подељена је на два дела. Западним делом доминира благо заталасан брдски рељеф Бежаничког побрђа, док идући ка истоку надморске висине постепено опадају, а територија поприма изглед праве мочваре. Источни делови рејона налазе се у басену реке Неве према којој се одводњавају преко реке Ловат, док су западни делови у басену Нарве са којом су повезани преко Великаје. У сливу Великаје су реке Сорот, Љста и Алоља, док се у басену Ловата налазе реке Полист са Порусјом и Локња.
На подручју рејона налазе се бројна језера, а убедљиво највеће од њих је језеро Полисто површине 30,6 км². Језеро Полисто налази се у јединственом мочварном екосистему на истоку рејона који је због свог специфичног живог света године 1994. претворен у Полистовски резерват природе. Остала већа језера на тлу Бежаничког рејона су Аљо (13,9 км²), Дубец (10,3 км²), Цевло (7,95 км²), Дулово (5,4 км²), Руско (4,2 км²), Пилец (3,6 км²), Камено (3,5 км²), Сусељницко (3,2 км²) и друга.
Око трећина рејонске територије је покривена шумама.

## Историја
Бежанички рејон успостављен је 1927. као општински рејон у границама тадашњег Великолушког округа Лењинградске области. Године 1929. постаје делом Западне области чији центар је био град Смоленск, а потом од 1935. и Калињинске области. Године 1944. успостављена је Великолушка област која је постојала до 1957. када је уједињена са остатком Псковске области.

## Демографија и административна подела
Према подацима са пописа становништва из 2010. на територији рејона је живело укупно 13.264 становника, док је према процени из 2016. ту живело 10.858 становника, или у просеку око 3,07 ст/км². По броју становника Бежанички рејон се налази тек на 13. месту са уделом у обласној популацији од 1,68%.
| 1959.  | 1970.  | 1979.  | 1989.  | 2002.  | 2010.  | 2016.   |
| ------ | ------ | ------ | ------ | ------ | ------ | ------- |
| 42.225 | 32.142 | 25.527 | 22.212 | 17.547 | 13.264 | 10.858* |

Напомена:* Према процени националне статистичке службе. 
Према подацима са пописа из 2010. на подручју рејона регистровано је укупно 467 села (од којих је њих 116 било без становника, а у 181 селу живело је мање од 5 становника). Рејон је административно подељен на 5 нижестепених општина, 4 руралне и једну градску. Административни центар рејона је варошица Бежаници у којој је живело око трећина од укупне рејонске популације. Статус урбаног насеља има још и варошица Красни Луч.

## Саобраћај
Најважнији саобраћајни правци који пролазе преко Бежаничког рејона су друмски правци Бежаници−Порхов и Псков−Великије Луки, док је најважнији железнички правац пруга Дно−Новосокољники.
Код села Фесково, на око 7 километара од Бежаница налази се мањи аеродром преко ког се у совјетском периоду одвијао регуларан авионски саобраћај са Псковом и Великим Лукама (кориштени су авиони Антонов Ан-2). Аеродром је приватизован током 2000-их година, а данас се углавном користи за обуке пилота.